# Список умерших в 1263 году

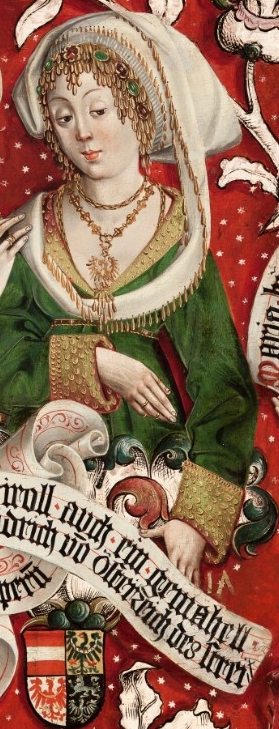
Агнесса Меранская

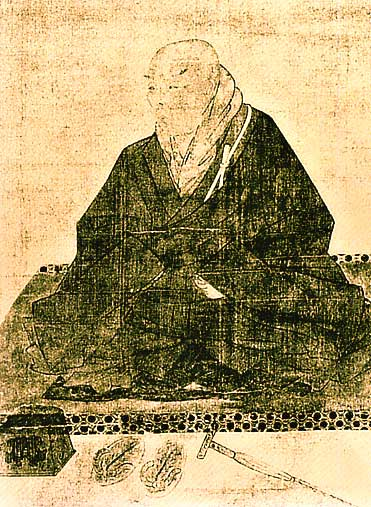
Синран

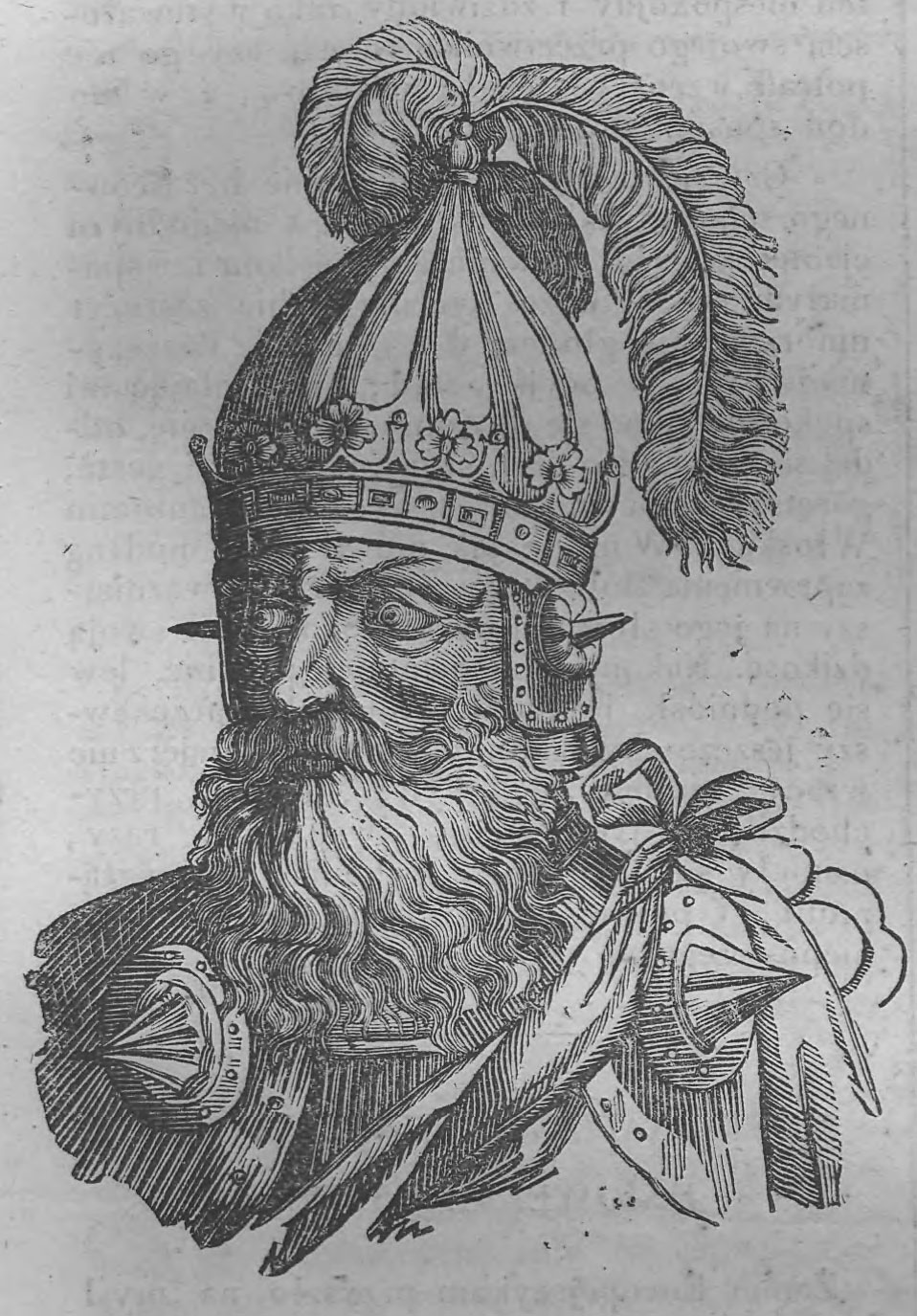
Миндовг

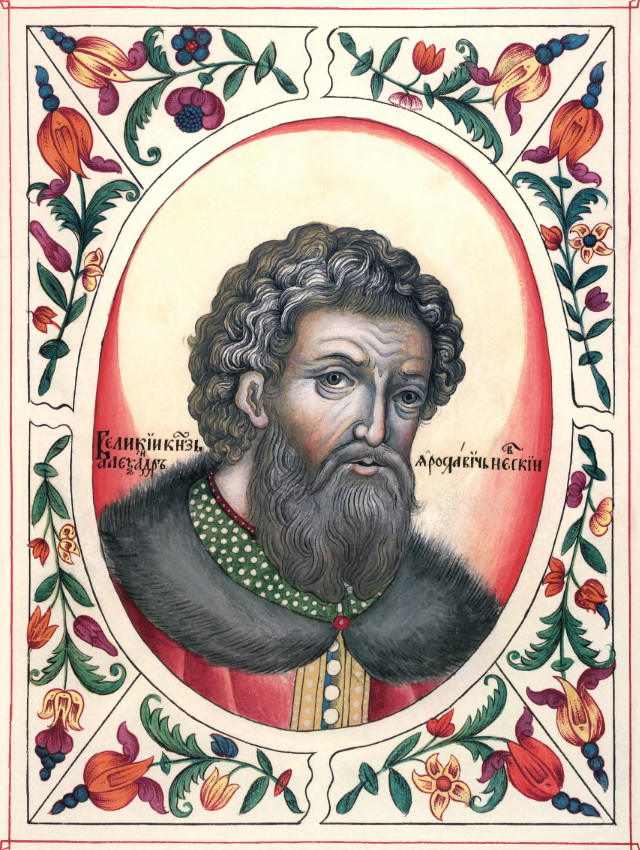
Александр Ярославич Невский

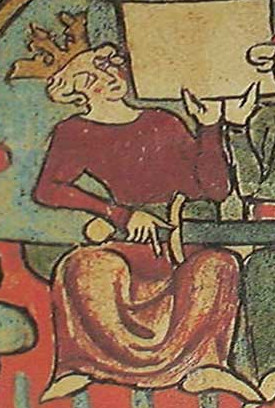
Хакон IV Старый

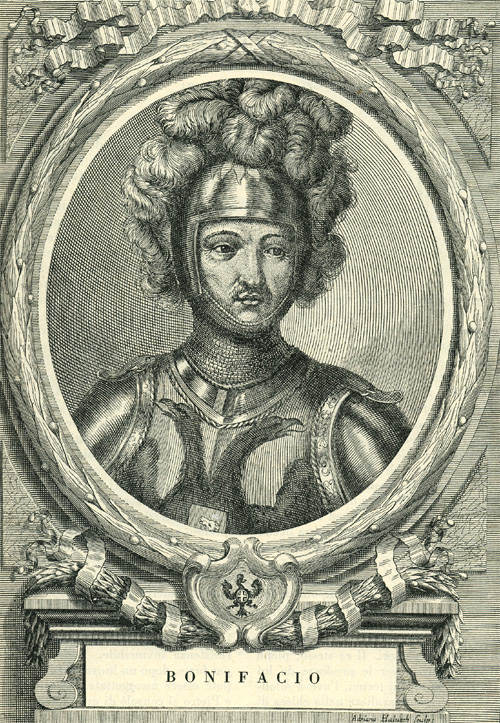
Бонифаций I

В этой статье представлен список известных людей, умерших в 1263 году.
См. также: Категория:Умершие в 1263 году

## Январь
- 7 января — Агнесса Меранская — жена Фридриха II Австрийского и Ульриха III Каринтийского
- 16 января — Синран (89) — японский буддийский монах, последователь амидаизма, основатель школы Дзёдо-синсю. Прозван «Великим учителем, видящим истину».

## Февраль
- 12 февраля — Вальтер (Готье) фон Герольдзек[нем.] — епископ Страсбурга (1260—1263)
- 25 февраля — Джон дю Плесси — граф Уорик (на правах жены) (1243—1253).

## Март
- Гуго де Сен-Шер[англ.] — кардинал-священник Санта-Сабина (1244—1261, 1262—1263), кардинал-епископ Остии (1261—1262)
- Мануил I Великий Комнин — Трапезундский император (1238—1263)

## Апрель
- 20 апреля — Иоганн I — граф Гольштейна (с 1239), первый граф Гольштейн-Киля (1261—1263)

## Август
- 20 августа — Гоберт д’Аспремон[фр.] — святой римско-католической церкви.
- Ги VI — виконт Лиможа (1230—1263).

## Сентябрь
- 3 сентября — Гартман V, граф Кибурга, сеньор Фрибурга.
- 11 сентября — Отто I[нем.] — граф Текленбурга (1202—1263)
- 12 сентября — Миндовг — первый Великий князь литовский (1236/1248—1263), единственный коронованный король Литвы (1253—1263), убит заговорщиками

## Ноябрь
- 8 ноября — Матильда Бетюнская[англ.] — жена Ги де Дампьера, графа Фландрии
- 14 ноября — Александр Ярославич Невский (42) — князь новгородский (1228—1229, 1236—1240, 1241—1252, 1257—1259), Князь переяславль-залесский (1246—1263), последний Великий князь Киевский (1249—1263), Великий князь Владимирский (1252—1263) (последний князь, княживший непосредственно во Владимире), русский полководец, святой Русской православной церкви.

## Декабрь
- 16 декабря — Хакон IV Старый — король Норвегии (1217—1263)
- 24 декабря — Ходзё Токиёри (36) — регент (сиккэн) периода Камакура (1246—1256).
- Хью де Вер, 4-й граф Оксфорд — граф Оксфорд и лорд великий камергер (1221—1263)

## Дата неизвестна или требует уточнения
- Аккурзий, Франциск — итальянский юрист-глоссатор, дата смерти предположительна
- Андрей Всеволодович — последний самостоятельный князь черниговский
- Бонифаций I — граф Савойский (1253—1263), умер в плену от ран, полученных в бою.
- Бурундай — монгольский военачальник, темник Батыя, друг и соратник Субудай-багатура, один из руководителей западного похода монголов в 1236−1242 годах, позднее был наместником в самой западной части Золотой Орды. Дата смерти предположительна.
- Андреас фон Вельвен, ландмейстер Тевтонского ордена в Ливонии (1240—1241, 1248—1253).
- Гванца Кахаберидзе, царица-консорт Грузии, третья жена царя Давида VII Улу (1245—1270).
- Генри[англ.] — граф Исенберг-Коверн (1229—1263)
- Ги I де ла Рош — сеньор Фив (1211—1263), герцог Афинский (1225—1263).
- Гюг Либержье	— один из архитекторов Реймсского собора.
- Иоанн XII бар Мадани[англ.] — Патриарх Сирийской православной церкви (1252—1263)
- Йона Геронди — испанский раввин, галахист и моралист.
- Кавалкано Сала[итал.] — епископ Брешиа (1254—1263)
- Кресцентиус фон Джеси[англ.] — генеральный министр ордена францисканцев (1244—1247)
- Музаффар ад-Дин Муса ибн Ибрахим[англ.] — последний Айюбидский эмир Хомса (1246—1248, 1260—1263), вице-король Сирии (1260)
- Мартино делла Торре[англ.] — итальянский кондотьер, правитель Милана (1257—1263)
- Пасторе[итал.] — епископ Ноли (1263)
- Педро Гарсия де Амброа[исп.] — французский трубадур
- Раймон Руссигнол[итал.] — французский поэт
- Рудольф III де Невшатель — граф Невшателя (1259—1263)
- Уолтер III де Клиффорд — лорд Клиффорд (1208—1263)
- Уррака Диас де Харо[исп.] — испанская святая римско-католической церкви.
- Шараф ад-Дин Умар ибн Абу Бакр[нем.] — последний айюбидский эмир Эль-Карака, умер в плену у мамлюков